# Pensionat Oskar
Pensionat Oskar er en dansk-svensk dramedyfilm fra 1995 skrevet af Jonas Gardell og instrueret af Susanne Bier. I hovedrollerne ses blandt andre Loa Falkman, Stina Ekblad, Simon Norrthon og Philip Zandén. Filmen var Biers tredje spillefilm efter Freud flytter hjemmefra (1991) og Det bli'r i familien (1993).

## Handling
Familien Runeberg er en almindelig middelklassefamilie med et hus i en forstad, en bil og tre børn. Ved at holde ferie i et lejet hus ved havet er håbet, at spændingen og angsten mellem ægteparret Rune og Gunnel vil forsvinde. Men i stedet for at tilbringe tid med sin familie, bliver Rune tiltrukket af en ung mand ved navn Petrus. Snart indser Rune at alting vil blive, som det aldrig har været før.

## Medvirkende (i udvalg)
- Loa Falkman som Rune Runeberg
- Stina Ekblad som Gunnel Runeberg
- Bengt Blomgren som Runes chef
- Simon Norrthon som Petrus
- Philip Zandén som pensionatets direktør
- Sif Ruud som Evelyn
- Ghita Nørby som Hjördis
- Ingvar Hirdwall som mand iført morgenkåbe
- Ulla Skoog som kvinde der spiller strandtennis
- Claire Wikholm som Britt Dagerman
- Per Eggers som Bertil Dagerman
- Jakob Eklund som Harry
- Jesper Salén som dreng med briller

## Udmærkelser
Ved Guldbagge-prisuddelingen i 1996 vandt filmen tre priser for henholdsvis bedste mandlige hovedrolle (Loa Falkman), bedste manuskript (Jonas Gardell) og bedste kvindelige birolle (Sif Ruud).